# Stymfalia
Stymfalia  este un oraș în Grecia în prefectura Corintia.